# B Engineering

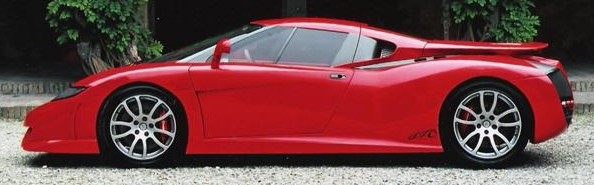
De B Engineering Edonis.

B Engineering was een klein automerk, midden jaren 1990 opgericht door werknemers van het failliet gegane Bugatti. Het enige model was de Edonis, waarvan slechts twee exemplaren werden gebouwd.

## 1995–2001
Zij kochtten een aantal resterende chassis van de EB110 Super Sport op. Deze werden verbeterd en gebruikt als basis voor de Edonis. Deze auto deelde veel techniek met de Bugatti EB110. Ook Bugatti's 3,5 liter V12-motor werd verbeterd en vergroot tot 3,8 liter. De vier turbo's werden vervangen door twee grotere exemplaren. Daardoor leverde de motor 671 pk, waarmee de Edonis 100 km/h bereikte in 3,9 seconden en een topsnelheid van 365 km/h haalde.
De Edonis kenmerkte zich door een behoorlijk agressieve uitstraling met veel luchtinlaten. In 2001 werden twee exemplaren tentoongesteld in Italië. Men wilde 21 exemplaren produceren en verkopen voor US$ 800 duizend elk. Men kreeg het geld om de productie op te starten echter niet bijeen.

## 2018
In 2018 kocht Casil Motors uit Las Vegas de rechten op de Edonis, de prototypes en onderdelen op. Zij verbeterden de V12 verder tot 720 pk en testten en verbeterd prototype. Ook dit plan om vijftien stuks te bouwen kwam echter niet van de grond.

## Trivia
De B Engineering Edonis was beschikbaar voor Test Drive Unlimited als onderdeel van een downloadbaar pakket met extra auto's.